# Pedinolejeunea schwabei
Pedinolejeunea schwabei là một loài Rêu trong họ Lejeuneaceae. Loài này được (Herzog) P.C. Chen ex P.C. Wu & But mô tả khoa học đầu tiên năm 2009.